# Antarchaea signifera
Antarchaea signifera là một loài bướm đêm trong họ Noctuidae.